# Eguen
Eguen ou Egu était probablement une divinité dans la mythologie basque. C'est le dieu du ciel et de la lumière, bien que cela, selon Jose Migel Barandiaran, ne soit pas complètement confirmé. La racine egu semble avoir signifié « lumière » mais également « ciel bleu », de même que Ortz, Ost.

## Description
Egu exprime la lumière, quelque chose qui touche au divin. Egu est probablement équivalent à Di chez les Indo-européens. Di qui se retrouve dans dieu, divin, diurne, midi..etc. Di est lié à Diés (jours) comme le prouvent le nom des jours de la semaine en français: lundi (jour de la Lune), mardi (jour de Mars), ...etc.)
Le mot eguen semble traduire fidèlement le terme correspondant à jeudi dans l'indo-européen ancien, terme qui signifiait jour du ciel ou de la lumière céleste divinisée, il est probable qu'Egu ait été considéré comme le dieu du ciel bleu ou clair.
C'est pourquoi Barandiaran lui-même dit qu'il est possible qu'Egu soit le dieu du soleil bleu ou brillant.
En Biscaye, les jours dédiés au dieu Egu sont nommés : eguen (jeudi), guazten (mercredi).
Il y a aussi beaucoup de lexique basque associé au nom egu : eguantza (aube), eguerdi (entre le matin et le soir), eguargi (lumière du jour), eguarte (la période de la lumière du jour, surtout le soir), egubakoizt (vendredi), eguberri (solstice d'hiver), egunabar (aube), egunaldi (temps), egunari (calendrier) etc.
Pour créer le mot tempête Ekaitza, les mots "Egu" et "gaitz" sont liés (préfixe : *egu-gaitz).

## Étymologie
Ostegun signifie « jeudi » en basque, ainsi qu’Ortzegun, « le jour de Ortz ».

## Sources et bibliographie
- José Miguel Barandiaran et traduit et annoté par Michel Duvert, Dictionnaire illustré de mythologie basque [« Diccionario Ilustrado de Mitología Vasca y algunas de sus fuentes »], Donostia, Baiona, Elkarlanean, 1993, 372 p. [détail des éditions] (ISBN 2903421358 et 9782903421359, OCLC 416178549)